# خیابانی در مارلی

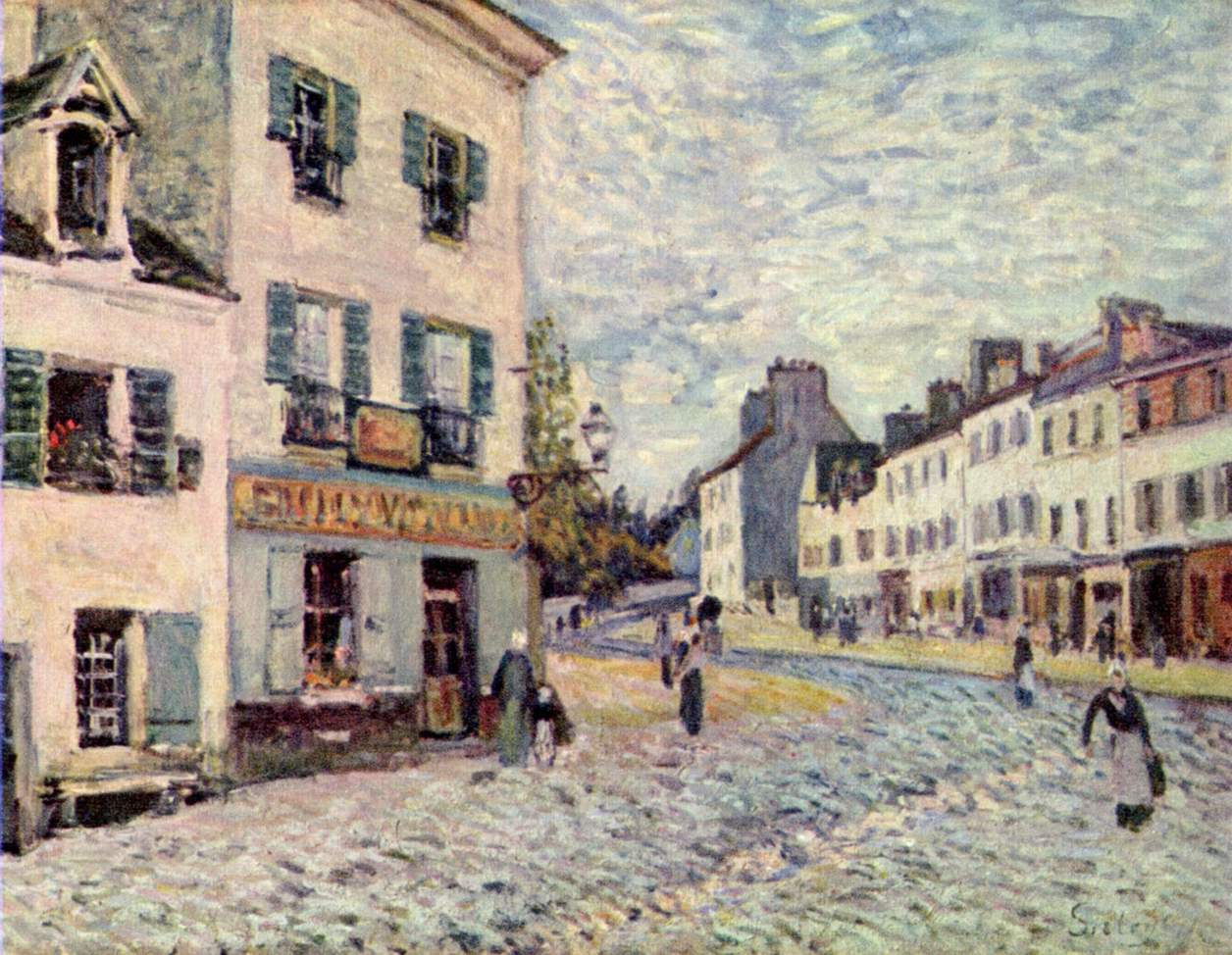

خیابانی در مارلی یک نقاشی رنگ روغن از آلفرد سیسلی به سال ۱۸۷۶ است و اکنون در موزه کانستاله مانهایم قرار دارد.